# Damian Kądzior
Damian Kądzior (Polish pronunciation: [damʲan kɔɲd͡ʑɔɔr]; n. 16 iunie 1992, Białystok, Polonia) este un fotbalist polonez care joacă pe postul de mijlocaș central pentru clubul croat Dinamo Zagreb.

## Cariera pe echipe
Kądzior s-a născut în Białystok, Polonia, jucând pentru echipa de tineret a lui Jagiellonia Białystok.

### Jagiellonia Białystok
Kądzior a început să joace pentru echipa mare a lui Jagiellonia în 2012 și a a jucat 3 meciuri înainte de a fi împrumutat.

#### Împrumutul la Motor Lublin
Kądzior a fost împrumutat de Motor Lublin timp de doi ani. La Lublin a marcat opt goluri.

#### Împrumut la Dolcan Ząbki
În ianuarie 2015, Kądzior a ajuns la Dolcan Ząbki, pentru care a jucat 33 de meciuri, marcând 8 goluri.

#### Împrumutul Wigry Suwałki
La 29 februarie 2016, Kądzior a fost împrumutat la Wigry Suwałki până la sfârșitul sezonului. A înscris 4 goluri în 14 meciuri pentru club.

### Wigry Suwałki
La 1 iulie, a semnat un nou contract cu Wigry Suwałki, de această dată din postura de jucător liber de cotnract. În cei doi ani petrecuți la acest club, a marcat în total 20 de goluri în 53 de meciuri.

### Górnik Zabrze
La 4 iulie 2017 a ajuns la Górnik Zabrze. El și-a făcut debutul pentru echipă pe 15 iulie, într-o victorie cu 3-1 împotriva lui Legia, jucând în total 62 de minute. A marcat primul său gol pe 10 septembrie, într-o victorie scor 2-1 cu Temalica. Pe 20 octombrie a marcat două goluri în remiza, scor 3-3 cu Korona Kielce. Ultima sa apariție pentru club a fost într-o victorie de 2-0 cu Wisła Cracovia.

### Dinamo Zagreb
În primele zile ale lunii iunie, mai multe site-uri croate de sport, cum ar fi 24sata, au anunțat faptul că Kądzior este dorit de campioana Croației, Dinamo Zagreb. La 18 iunie, clubul a anunțat oficial că Kądzior, alături de câțiva alți jucători, a semnat cu clubul croat, cu suma de transfer fiind de aproximativ 500.000 de euro, iar clubul a anunțat că va purta tricoul cu numărul 92.

## La națională
În luna mai a anului 2018 a fost inclus de selecționerul Poloniei, Adam Nawałka, în lotul lărgit format din 35 de jucători, în vederea participării la Campionatul Mondial din Rusia  El nu a făcut parte din lotul final de 23 de jucători. El și-a făcut debutul pentru țara sa la 11 septembrie 2018 într-un amical împotriva Irlandei.